# Mina Kitagawa
Mina Kitagawa (北川 みな, Kitagawa Mina, 3 novembre 1905 – 19 décembre 2020) était une supercentenaire japonaise. Il s'agit de la troisième personne la plus âgée au Japon et la neuvième personne la plus âgée au monde au moment de sa mort, son âge ayant été validé par le Groupe de recherche en gérontologie (GRG).

## Biographie
Mina Kitagawa est née à Echigawa, correspondant aujourd'hui à la ville d'Aisho, dans la préfecture de Shiga, au Japon, le 3 novembre 1905. Son père était agriculteur et son mari travaillait pour la Compagnie nationale des chemins de fer japonais. Ils déménagèrent régulièrement pour des raisons professionnelles, avant de s'installer à Hikone, dans la préfecture de Shiga, où ils louèrent environ 2 500 mètres carrés de terre pour cultiver du riz et des légumes.
Kitagawa a continué à travailler comme agricultrice jusqu'à ses 100 ans. En 2017, elle a emménagé dans une maison de retraite à Hikone, dans la préfecture de Shiga. Elle aimait le tricot et l'artisanat, et son plat préféré était la viande de bœuf. Kitagawa est décédée le 19 décembre 2020 à l'âge de 115 ans et 46 jours.
Au moment de son décès, elle était la neuvième personne la plus âgée au monde après Kane Tanaka, Lucile Randon, Francisca Celsa dos Santos, Jeanne Bot, Shigeyo Nakachi, Antonia da Santa Cruz, Hester Ford et Iris Westman. Les 46 jours où Kitagawa a eu 115 ans constituent la première fois dans l'histoire que neuf personnes à l'âge certifié de plus de 115 ans ont été en vie simultanément.

## Longévité
Mina Kitagawa était la doyenne de la préfecture de Shiga depuis le décès de Shige Kitagawa, âgé de 111 ans, le 13 septembre 2014. Elle détenait ce titre depuis 6 ans et 97 jours. Après le décès de Shin Matsushita le 27 août 2019, elle est devenue la troisième personne la plus âgée du Japon, derrière Kane Tanaka et Shigeyo Nakachi.
Le 15 février 2019, Kitagawa est devenue la doyenne de la préfecture de Shiga, battant le précédent record de 113 ans et 103 jours établi par Niwa Kawamoto en 1976.
Au moment de son décès, le 19 décembre 2020, à l'âge de 115 ans et 46 jours, Mina Kitagawa figurait parmi les 60 personnes les plus âgées de tous les temps dont l'âge a été validé par le GRG. Elle était également la personne la plus âgée à être décédée en 2020.